# Snowboard nos Jogos Olímpicos de Inverno de 1998
O snowboard estreou como modalidade olímpica nos Jogos Olímpicos de Inverno de 1998 realizados em Nagano, no Japão. Consistiu de quatro eventos disputados no Kanbayashi Sports Park, para as provas de halfpipe, e no monte Yakebitai para o slalom gigante.

## Medalhistas
Masculino
| Evento                  | Ouro                       | Prata                     | Bronze                         |
| ----------------------- | -------------------------- | ------------------------- | ------------------------------ |
| Halfpipe detalhes       | Gian Simmen SUI Suíça      | Daniel Franck NOR Noruega | Ross Powers USA Estados Unidos |
| Slalom gigante detalhes | Ross Rebagliati CAN Canadá | Thomas Prugger ITA Itália | Ueli Kestenholz SUI Suíça      |

Feminino
| Evento                  | Ouro                      | Prata                           | Bronze                                  |
| ----------------------- | ------------------------- | ------------------------------- | --------------------------------------- |
| Halfpipe detalhes       | Nicola Thost GER Alemanha | Stine Brun Kjeldaas NOR Noruega | Shannon Dunn-Downing USA Estados Unidos |
| Slalom gigante detalhes | Karine Ruby FRA França    | Heidi Renoth GER Alemanha       | Brigitte Köck AUT Áustria               |

## Quadro de medalhas
| Ordem | País               | Medalha de ouro | Medalha de prata | Medalha de bronze |    |
| ----- | ------------------ | --------------- | ---------------- | ----------------- | -- |
| 1     | GER Alemanha       | 1               | 1                |                   | 2  |
| 2     | SUI Suíça          | 1               |                  | 1                 | 2  |
| 3     | CAN Canadá         | 1               |                  |                   | 1  |
| 3     | FRA França         | 1               |                  |                   | 1  |
| 5     | NOR Noruega        |                 | 2                |                   | 2  |
| 6     | ITA Itália         |                 | 1                |                   | 1  |
| 7     | USA Estados Unidos |                 |                  | 2                 | 2  |
| 8     | AUT Áustria        |                 |                  | 1                 | 1  |
| TOTAL | TOTAL              | 4               | 4                | 4                 | 12 |